# Paul Kodish
Paul Kodish (Londra, 22 gennaio 1965) è un batterista inglese, noto per essere stato membro del gruppo musicale drum and bass australiano Pendulum dal 2006 al 2010, oltreché dei Whodini e degli Apollo 440.

## Influenze
Tra le influenze di Kodish ci sono batteristi come Billy Cobham, Steve Gadd e Stewart Copeland.

## Discografia

### Con i Whodini
- 1986 – Back in Black

### Con gli Apollo 440
- 1999 – Gettin' High on Your Own Supply
- 2003 – Dude Descending a Staircase

### Con i Pendulum
- 2008 – In silico
- 2009 – Live at Brixton Academy